# Kolarstwo na Letnich Igrzyskach Olimpijskich 1948 – wyścig drużynowy ze startu wspólnego mężczyzn
Konkurencja jazdy drużynowej na czas podczas XI Letnich Igrzysk Olimpijskich została rozegrana 13 sierpnia 1948 roku.Wyścig rozegrano na trasie wokół Windsor Great Park, która obejmowała 17 okrążen (okrążenie o długości 11,45 km). Do wyniku drużynowego zaliczały się trzy najlepsze wyniki uzyskane przez kolarzy z danego kraju podczas wyścigu indywidualnego ze startu wspólnego.

## Wyniki
| Pozycja | Kraj              | Zawodnik                                                              | Czas        |
| ------- | ----------------- | --------------------------------------------------------------------- | ----------- |
| 1.      | Belgia            | Lode Wouters Leon De Lathouwer Eugène Van Roosbroeck Liévin Lerno     | 15:58:17,4  |
| 2.      | Wielka Brytania   | Bob Maitland Gordon Thomas Ian Scott Ernie Clements                   | 16:03:31,6  |
| 3.      | Francja           | José Beyaert Alain Moineau Jacques Dupont René Rouffeteau             | 16: 08:19,4 |
| 4.      | Włochy            | Adolfo Ferrari Silvio Pedroni Franco Fanti Livio Isotti               | 16: 13:05,2 |
| 5.      | Szwecja           | Nils Johansson Harry Snell Åke Olivestedt Olle Wänlund                | 16:20:26,6  |
| 6.      | Szwajcaria        | Jakob Schenk Jean Brun Walter Reiser Giovanni Rossi                   | 16:23:04,2  |
| 7.      | Argentyna         | Ceferino Peroné Dante Benvenuti Miguel Sevillano Mario Mathieu        | 16:39:46,2  |
| –       | Australia         | Jack Hoobin Russell Mockridge Ken Caves Jim Nestor                    | DNF         |
| –       | Austria           | Rudi Valenta Hans Goldschmid Siegmund Huber Josef Pohnetal            | DNF         |
| –       | Chile             | Renato Iturrate Mario Masanés Exequiel Ramírez Rogelio Salcedo        | DNF         |
| –       | Dania             | Christian Pedersen Knud Andersen Børge Saxil Nielsen Rudolf Rasmussen | DNF         |
| –       | Finlandia         | Paul Backman Torvald Högström Erkki Koskinen                          | DNF         |
| –       | Grecja            | Manthos Kaloudis Evangelos Kouvelis Petros Leonidis                   | DNF         |
| –       | Holandia          | Gerrit Voorting Henk Faanhof Evert Grift Piet Peters                  | DNF         |
| –       | Indie             | Bapoo Malcolm Raj Kumar Mehra Eruch Mistry Homi Powri                 | DNF         |
| –       | Jugosławia        | Milan Poredski August Prosenik Aleksandar Strain Aleksandar Zorić     | DNF         |
| –       | Kanada            | Lorne Atkinson Florent Jodoin Lance Pugh Laurent Tessier              | DNF         |
| –       | Luksemburg        | Robert Bintz Marcel Ernzer Henri Kellen Pitty Scheer                  | DNF         |
| –       | Meksyk            | Placido Herrera Francisco Rodríguez Gabino Rodríguez Manuel Solís     | DNF         |
| –       | Norwegia          | Lorang Christiansen Leif Flengsrud Erling Kristiansen Aage Myhrvold   | DNF         |
| –       | Peru              | Hernán Llerena Pedro Mathey Luis Poggi                                | DNF         |
| –       | Stany Zjednoczone | Frank Brilando Ed Lynch Chester Nelsen Wendell Rollins                | DNF         |
| –       | Turcja            | Ali Çetiner Mustafa Osmanlı Orhan Suda Talat Tunçalp                  | DNF         |
| –       | Urugwaj           | Waldemar Bernatzky Enrique Demarco Mario Figueredo Luis López         | DNF         |
| –       | Południowa Afryka | Dirkie Binneman George Estman Wally Rivers                            | DNF         |